# Data Base Task Group
Die Data Base Task Group (DBTG; deutsch „Datenbank-Arbeitsgruppe“) war eine Arbeitsgruppe, die 1965 vom Cobol Committee, ehemals Programming Language Committee, der Conference of Data Systems Language (CODASYL) eingerichtet wurde. Der ursprüngliche Name der Arbeitsgruppe List Processing Task Force wurde 1967 in DBTG geändert. Erster Vorsitzender der Arbeitsgruppe war Warren Simmonds von US Steel, späterer Vorsitzender war William Olle von RCA.
Die DBTG veröffentlichte im April 1971 in einem Report eine Spezifikation der Datenmanipulationssprache Data Manipulation Language (DML) und der Datenbeschreibungssprache Data Definition Language (DDL) zur Standardisierung von Netzwerkdatenbanken. Erste Vorschläge der DBTG wurden bereits 1969 veröffentlicht. Die Spezifikation wurde in verschiedenen Komitees modifiziert und weiterentwickelt und in weiteren Reports 1973 und 1978 veröffentlicht. Die Spezifikation ist als DBTG-Datenbankmodell oder CODASYL-Datenbankmodell bekannt geworden. Darüber hinaus gehen viele grundlegende Begriffe der Datenbankterminologie, wie „Data Base Management System“, aber auch „COBOL-60“ auf diese Gruppe zurück.